# 七尾コロサスキー場
七尾コロサスキー場（ななおコロサスキーじょう）は、石川県七尾市多根町にあるスキー場である。七尾市が「七尾コロサスキー場条例」に基づき設置しており、湖畔公園コロサ管理組合が指定管理者として運営している。

## 概要
1998年12月23日の仮オープンを経て、翌シーズンの1999年12月23日に開業。湖畔公園コロサの一角にあり、多根ダムのダム湖である多根湖を一望できる。七尾市街地から近いため、家族連れが多い。能登半島唯一のスキー場であるものの、地理的条件から積雪不足のために、シーズン中でも営業が停止することがある。ナイター設備は、あるが現在ナイター営業は、終了している。
2018年度および2019年度は暖冬による積雪不足に伴い営業を見送っている。

## コース
- 上級コース：滑走距離221m
- 初級・中級コース：滑走距離430m、最大斜度14度
- 初級コース：滑走距離120m[7]、平均斜度9度

## 施設
- 所在地：石川県七尾市多根町ハカノ谷内555番地7
- 営業時間：9:00 - 16:00[6]
  - レンタルショップ
  - スキースクール
  - ロッジ（山びこ荘）
  - レストハウス（軽食）
  - 駐車場（70台、無料）

## 交通アクセス
公共交通
- 七尾駅前の七尾駅前バスターミナルから、七尾市運行のちょっこり山歩きバス「やまびこ号」乗車。ふれあいセンター山びこ荘下車すぐ。七尾駅から約40分。

車
- 能越道七尾大泊ICからは、「七尾市街」方面へ左折、石川県道245号花園藤野線を水上・多根方面へ向かい林道城石線を石動山方面へ。七尾大泊ICから約30分。
- 七尾市街地からは国道159号から、石川県道177号城山線を七尾城址方面へ、もしくは石川県道245号花園藤野線を多根・花園方面へ。いずれも林道城石線を石動山方面へ。国道159号藤野町交差点から約40分。
- 中能登町・氷見市方面からは石川県道18号氷見田鶴浜線をそれぞれ経て、林道城石線経由で石動山方面へ。

## その他
スキー場の名前となっているコロサとは、多根町の小字名の1つであるが、このコロサとは漢字で「木呂佐」や「狐狼猿」とも書き、前者は木呂（＝丸太材）を出す沢という意味を、また後者は狐（キツネ）・狼（オオカミ）・猿（サル）の棲む山村という意味であるといわれる。